# Wasserturm (Schweinheim)

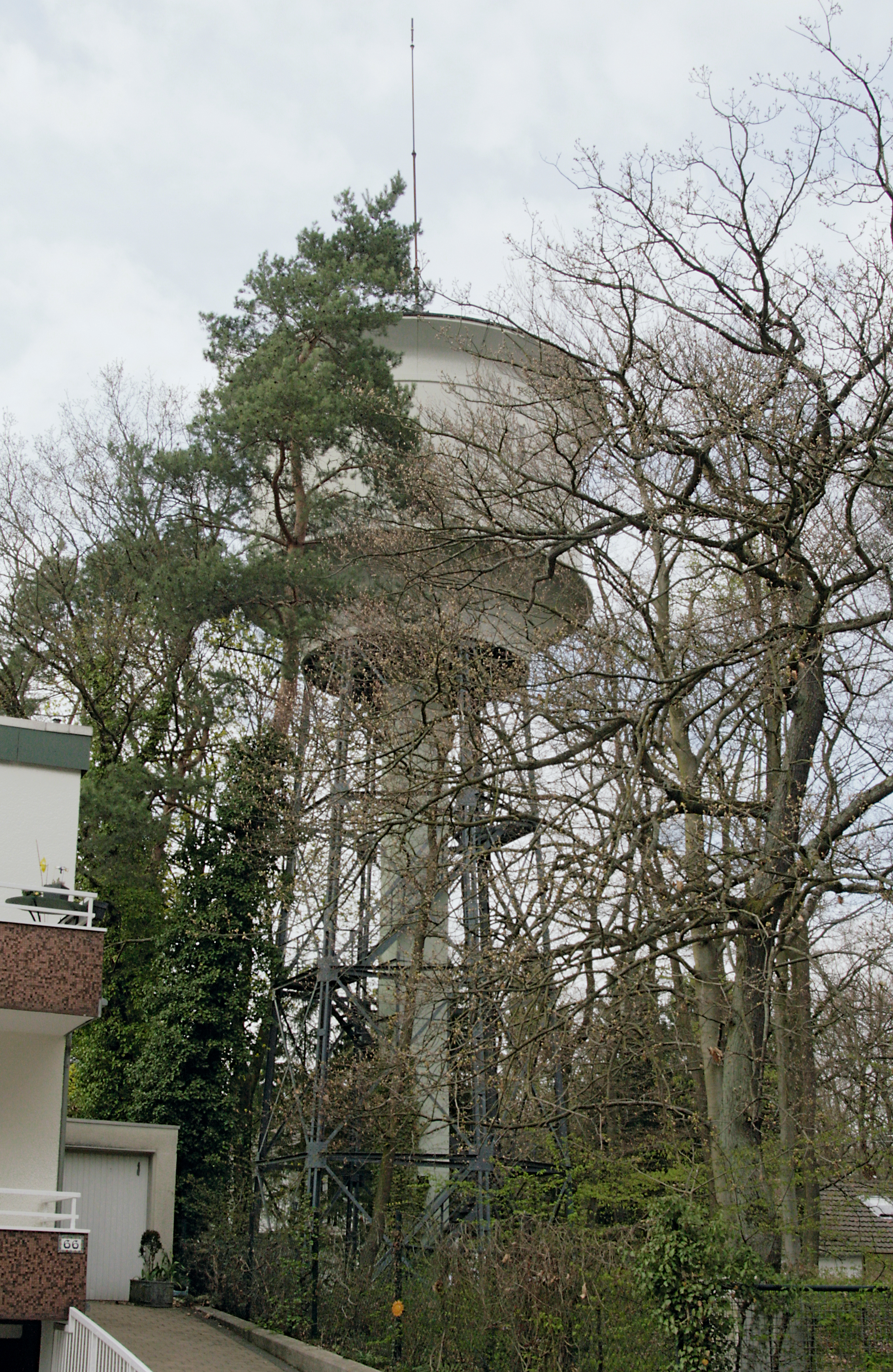
Der Wasserturm in Schweinheim (2013)

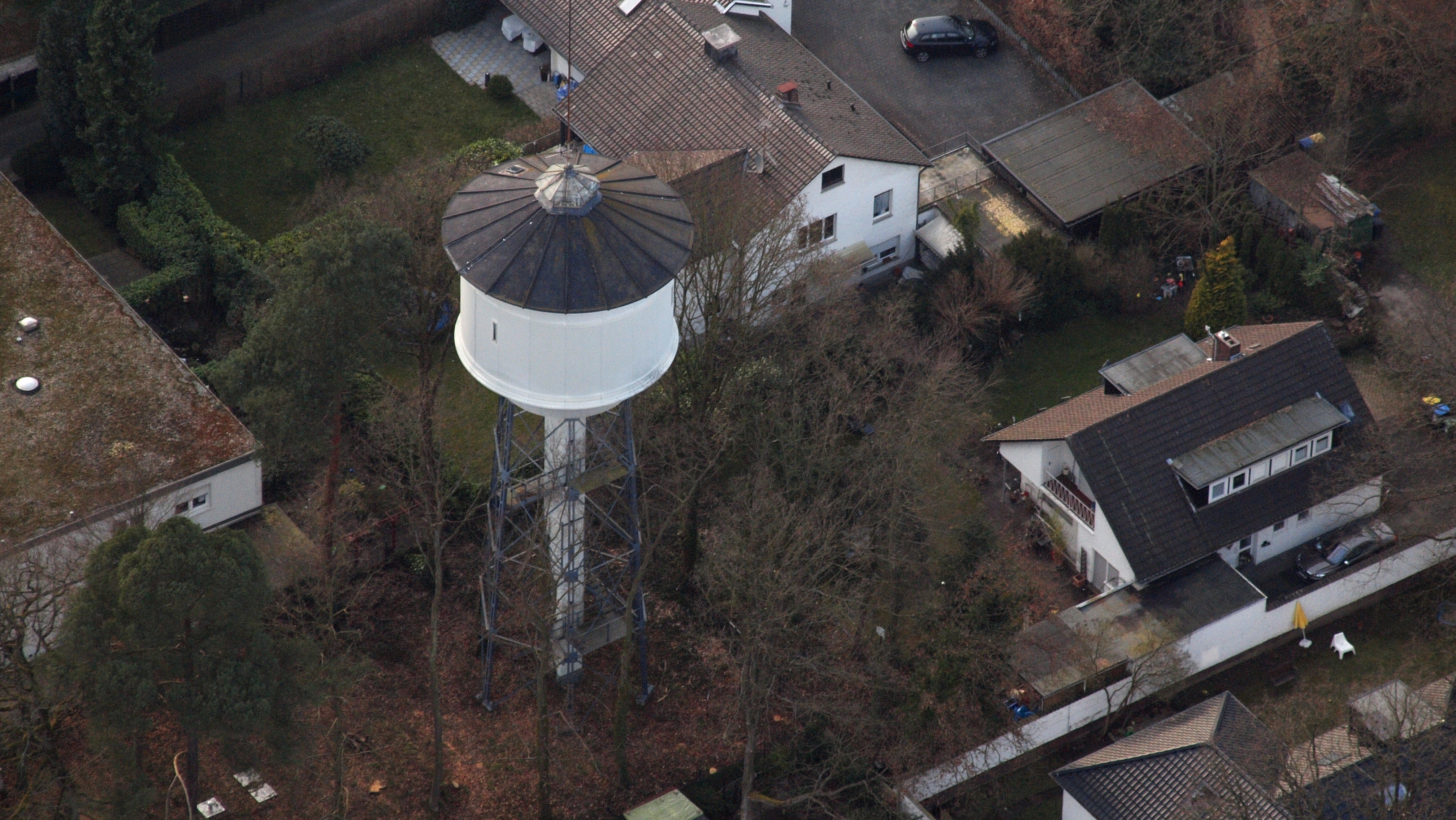
Luftaufnahme (2015)

Der Wasserturm in Schweinheim, einem Ortsteil des Bonner Stadtbezirks Bad Godesberg, wurde 1905 errichtet. Er steht als Baudenkmal unter Denkmalschutz.

## Lage
Der Wasserturm liegt am oberen Rand des Ortsteils auf 168 m ü. NHN an der Waldstraße, in direkter Nachbarschaft zur Viktorshöhe.

## Geschichte
Die Notwendigkeit zum Bau eines eigenen Wasserturms für die höher gelegenen Gebiete der Gemeinde Godesberg, deren Wasserversorgung ab 1901 durch ein Wasserwerk in der Plittersdorfer Aue erfolgte, wurde insbesondere durch einen Großbrand in dem am oberen Rand von Schweinheim gelegenen Diaspora-Waisenhaus Godesheim (gegründet 1888) in der Nacht vom 20. auf den 21. April 1903 offenbar. Eine wirksame Brandbekämpfung durch die Freiwillige Feuerwehr Godesberg wurde durch zu geringen Wasserdruck verhindert, sodass ein Haus auf dem Gelände bis auf die Umfassungsmauern niederbrannte. Da auch die Errichtung eines Hochbehälters aufgrund der topographischen Gegebenheiten ausschied, wurde daraufhin der Plan für den Bau eines Wasserturms gefasst. Er lag in den Händen der „Kölnischen Maschinenbau Aktien-Gesellschaft“ und nahm Kosten von 53.000 Mark in Anspruch, an denen sich auch die Anlieger (darunter das Godesheim) beteiligen mussten. Die statische Berechnung für den Turm datiert vom 30. Januar 1905.
Die zum Wasserturm zugehörige Pumpstation befand sich an der Ecke Winterstraße/Am Burgblick. Im November 1984 wurde der Wasserturm als Technisches Denkmal bzw. Industriedenkmal in die Denkmalliste der Stadt Bonn eingetragen. Noch Ende der 1990er-Jahre diente er der Wasserversorgung der höhergelegenen Bereiche von Schweinheim, war zu diesem Zeitpunkt aber bereits für einen Ersatz durch Druckerhöhungsanlagen vorgesehen.

## Beschreibung
Der Wasserturm ist 18 m hoch und als sogenannter Intze-Behälter mit einem Durchmesser von 7 m, einer Höhe von 3,7 m und einem Fassungsvermögen von 150 m³ ausgeführt. Als wesentliche Besonderheit des Schweinheimer Turms – die ihn zur Sonderform eines Typenbauwerks macht – gilt seine abweichende und im Rheinland einzigartige Bauweise mit einem viergeschossigen, unverkleideten Stahlgerüst als Unterbau eines umkleideten Behälters anstelle des sonst üblichen massiv gemauerten Schafts.